# Kosmos 96
Kosmos 96 (tiếng Nga: Космос 96), hoặc 3MV-4 No.6, là một tàu vũ trụ của Liên Xô với mục đích khám phá sao Kim. Là một tàu vũ trụ 3MV-4 được đưa ra như là một phần của chương trình Venera, Kosmos 96 có mục đích bay sát sao Kim, tuy nhiên do thất bại khi phóng lên, nó đã không rời khỏi quỹ đạo Trái Đất thấp.
Tàu vũ trụ 3MV-4 No.6 ban đầu được chế tạo cho một nhiệm vụ lên sao Hỏa, với việc phóng vào cuối năm 1964. Sau khi nó không được phóng vào cuối cửa sổ phóng lên, tàu vũ trụ được sắp xếp lại, cùng với hai tàu vũ trụ khác đã được phóng lên như Venera 2 và Venera 3, để khám phá sao Kim.
Một tên lửa phóng mang tên Molniya được sử dụng để đẩy tàu vũ trụ 3MV-4 No.6. Việc phóng tàu vũ trụ diễn ra từ site 31/6 tại sân bay vũ trụ Baikonur lúc 03:21 UTC ngày 23 tháng 11 năm 1965. Vào cuối giai đoạn thứ ba của chuyến bay, một đường nhiên liệu bị vỡ, khiến cho một trong những buồng đốt của động cơ nổ tung. Tên lửa rơi ra khỏi tầm kiểm soát, và kết quả là giai đoạn thứ tư Blok-L đã không diễn ra. Tàu vũ trụ đã được triển khai lên được quỹ đạo Trái Đất thấp với điểm cận địa 209km (130mi), điểm viễn địa 261km (162mi), và 51,9 độ nghiêng so với đường xích đạo. Phi thuyền được đặt tên là Kosmos 96, một phần của một chuỗi tên thường được sử dụng cho các vệ tinh quân sự và thử nghiệm để che giấu sự thất bại. Nếu nó rời khỏi quỹ đạo của Trái Đất, nó sẽ nhận được đánh số tiếp theo trong loạt tàu vũ trụ Venera, tại thời điểm đó là Venera 4.